# Rigby, Idaho
Rigby är administrativ huvudort i Jefferson County i Idaho. Orten har fått sitt namn efter mormonpionjären William F. Rigby. Rigby hade 3 945 invånare enligt 2010 års folkräkning.